# Lasse Sandberg
Lars (Lasse) Erik Mattias Sandberg, född 17 februari 1924 i Stockholm, död 12 november 2008 i Karlstad, var en svensk illustratör, skämttecknare och barnboksförfattare.
Sandberg gick på illustrationslinjen i Anders Beckmans skola och illustrerade hustrun Inger Sandbergs böcker samt skämtteckningar i en rad olika tidningar. Lasse Sandberg innehade stol nr 12 i Svenska barnboksakademin 1995–1997.

## Biografi
Lasse Sandberg var uppvuxen i Stockholm under ganska fattiga förhållanden och med en alkoholiserad far, köpmannen Yngve Hjalmar Sandberg, och modern Anna Maria Holmgren. Efter skolan tog han olika arbeten som bland annat kontorspojke, dekoratörsbiträde och biografvaktmästare. Han var anställd som pressfotograf vid Nordisk rotogravyrs bildbyrå och Dagens Nyheter 1943–1944 och genomförde sin värnplikt som fotograf vid flygvapnet 1944–1945. Därefter följde arbeten som asfaltsläggare, skogsarbetare och hamnarbetare. Han studerade på illustratörlinjen vid Anders Beckmans skola 1948–1949 och det var där hans karriär startade; Lasse Sandberg blev snart efter utbildningens start en etablerad skämttecknare och illustratör. Han debuterade som skämttecknare i Söndagsnisse-Strix och därefter följde medarbetarskap i bland annat Vi, Folket i bild, Perspektiv, Utsikt, Industria, Se, Metallarbetaren samt flera av Stockholms större dagstidningar. Under signaturen herr Sandberg publicerades hans teckningar i olika tidskrifter under 1950-talet och från 1962 medarbetade han huvudsakligen i tidningen Se och på Expressens kultursida. Till en början var hans teckningar inspirerade av de amerikanska cartoonisterna som Saul Steinberg men under 1950-talets mitt utvecklade han sin stil mot en personligare och knappare uttrycksfullhet med korta monologer som beskrivande text. Sina skämtteckningar samlade han i böckerna Gubbar 1952, Vit man i Afrika 1952, Ritat 1953, TYPER och typer 1954 och Jobbet och jag 1959.
Våren 1950 gifte sig Sandberg med Inger Erikson som inte bara blev hans livskamrat utan även hans medförfattare. Det nygifta paret flyttade ut på den värmländska landsbygden. Efter att deras dotter, Lena, föddes 1952 beslutade Sandberg att bli hemmapappa och tecknade därefter mestadels på kvällar och nätter. Året efter kom parets första gemensamma bok ut, Fåret Ullrik får en medalj. 1955 fick paret sitt andra barn, Niklas. Både barnen figurerar i vissa av böckerna, exempelvis Lena berättar från 1963, En konstig första maj från 1967 och Niklas önskedjur från 1972. 1964 kom det verkliga genombrottet i och med den första boken om Lilla Anna; därefter rullade det på med flera numera mycket kända figurer, till exempel Lilla spöket Laban och Tummen. Makarna Sandberg var även aktiva i antirök-kampanjer och gav ut tre böcker på temat sluta röka. Den första kom 1971 och fick namnet Vad är det som ryker? På 1980-talet blev Sandberg morfar och det första barnbarnet, Pulvret, har fått flera böcker tillägnade sig. Den första heter Hjälpa till, sa pulvret och utkom 1982.
1995 tog Inger Sandberg time out från skrivandet. Lasse Sandberg skrev då två egna böcker om Hubertus Jansson vid namn När jag var mindre - en bok för större barn och Från Greta Garbos knä till Bryssel. De sista åren skrev Lasse Sandberg tillsammans med Inger Sandberg fyra nya böcker; mellan 2003 och 2005 gav de ut Konstigt sa lilla C, Tummens kalas, Vem är det som låter? sa lilla spöket Laban och Är det jul nu igen? sa lilla spöket Laban. Makarna Sandberg skrev över hundra barnböcker; deras böcker har översatts till trettiotre språk och är mycket populära i bland annat Japan.
Som fristående illustratör illustrerade han bland annat Harry Martinsons En bil kommer lastad 1950, Gustaf Lindwalls Kalle krake och andra kråkfåglar 1951 och anatologin Bilparaden, redigerad av Hemming Sten och Anders Ehnmark, samt böcker skrivna av bland andra Erik Roos, Gertrud Zetterholm, Kerstin Malm och Olle Lisberg.
Lasse Sandberg använde sig av tusch, bläck, kritor, pastell, akryl och collage i sina illustrationer. Han anses vara den som införde collagetekniken i bilderböcker. Han använde även collagetekniken i en serie affischer för Dagens Nyheter och Stockholms tunnelbana där han skapade collagen av olikfärgade rivna pappersbitar och xylografier från 1800-talets mitt. 
Tillsammans med Harry Sandberg och Sven Frödin ställde han ut på Värmlands museum i Karlstad 1952 och han medverkade Nationalmuseums Unga tecknare 1952 och 1954, utställningen Svart och vitt som visades på Konstakademien 1956, utställningen med nordiska tecknare som visades på Kunstnerernes Hus i Oslo 1957 och på Svensk-franska konstgalleriet i Stockholm 1959, Tio tidningstecknare på Galleri Brinken 1957, samlingsutställningar i Warszawa 1964 och Montreal 1965 samt i ett flertal samlings- och vandringsutställningar med Värmlands konstförening sedan 1952. Han tilldelades skämttecknarnas nyinstiftade Oscarpris 1954, ett kulturstipendium från Värmlands nation i Uppsala 1961, Författarfondens arbetsstipendium 1962 och 1964. Tillsammans med sin fru tilldelades han ett stipendium från Boklotteriet. 
Sandberg är representerad vid bland annat Värmlands museum, Nationalmuseum, Postmuseum, Moderna museet, Enköpings stadsbibliotek, Värmlands läns landsting, Karlstad kommun och på University of Virginia.

## Priser och utmärkelser
- 1964 – Boklotteriets stipendiat
- 1965 – Sveriges författarfonds stipendium
- 1966 – Elsa Beskow-plaketten[9]
- 1967 – Biennalen i Bratislava silverplakett
- 1967 – Konstnärsstipendienämndens stipendium
- 1969 – Expressens Heffaklump[10]
- 1969 – Litteraturfrämjandets stipendiat
- 1974 – Astrid Lindgren-priset (tillsammans med Inger Sandberg)[11]
- 1987 – Wettergrens barnbokollon
- 1996 – Årets värmlänning (tillsammans med Inger Sandberg)[12]
- 2002 – Knut V. Pettersson-stipendiet
- 2003 – Årets värmlandsförfattare
- 2005 – Karlstads kommuns förtjänstmedalj
- 2005 – Paul Harris Fellow-utmärkelsen
- 2006 – Litteris et Artibus